# ماری کولینت
ماری کولینت (زادنام فابری؛ انگلیسی: Marie Colinet; ۱۵۶۰–۱۶۴۰) مامای جراح بود که استفاده از گرما برای اتساع و تحریک رحم در هنگام زایمان را معرفی کرد. علاوه بر این، او سزارین را با موفقیت انجام داد و همچنین نخستین فردی بود که از آهن‌ربا برای بیرون آوردن یک قطعه فلزی از چشم بیمار استفاده کرد.

## پیشینه
ماری کولینت در دهه ۱۵۶۰ در ژنو، جمهوری ژنو، متولد شد. او دختر یک چاپگر ژنوی بود. فعالیت‌های حرفه‌ای‌اش به اواخر قرن شانزدهم و اوایل قرن هفدهم میلادی بازمی‌گردد. کولینت در آغاز، ماما در ژنو بود. در ۲۵ ژوئیه ۱۵۸۷، در کلیسای سن ژروه در ژنو، با جراحی به نام ویلهلم فابری (که با نام‌های ویلیام فابری، گیوللموس فابریکیوس هیلدانوس، یا فابریکیوس فون هیلدن نیز شناخته می‌شود، زاده ۲۵ ژوئن ۱۵۶۰، درگذشته ۱۵ فوریه ۱۶۳۴، که اغلب «پدر جراحی آلمان» خوانده می‌شود) ازدواج کرد. ویلهلم فابری به برجسته‌ترین جراح آلمان در قرن هفدهم تبدیل شد و آثار پزشکی متعددی نوشت. شوهرش به او جراحی آموخت، اما طبق اعتراف خودش، کولینت از او پیشی گرفت. ویلهلم فابری گفته بود که همسرش «منبعی همیشگی از یاری و شادی» برای او بود. اسناد مربوط به محل زندگی او پس از مرگ شوهرش هنوز یافت نشده‌اند. از سال ۱۶۰۲ تا ۱۶۱۰، خانواده فابری در پایرن، کانتون وو، ساکن بودند و پس از آن در سوئیس، هلند و منطقه راین سفر کردند و سرانجام در سال ۱۶۱۵ در برن مستقر شدند، جایی که هر دو با دریافت شهروندی مورد شناسایی قرار گرفتند. او مادر هشت فرزند بود که تنها یکی از آن‌ها، یوهانس (که بعدها خود جراح شد)، از او بیشتر زیست.

## حرفه
کولینت ماما و جراحی ماهر بود که بسیاری از بیماران را در سراسر آلمان درمان کرد. او اقدامات پزشکی متعددی را از جراحی‌های جزئی تا زایمان سزارین انجام داد. کولینت به عنوان «مشهورترین مامای سوئیس» شناخته می‌شد و نخستین سزارین موفق را در سال ۱۶۰۳ انجام داد. بر پایه آموزش‌هایش، کولینت مامای-جراحی بود که تکنیک‌های زایمان به روش سزارین را در آلمان بهبود داد. او علاوه بر مامایی، متخصص زایمان و چشم‌پزشک نیز بود. همچنین به شوهرش در کار جراحی یاری می‌رساند و در غیاب او، از بیمارانش مراقبت می‌کرد. او از جراحی‌های کوچک تا سزارین و نیز درمان شکستگی‌ها را انجام می‌داد. نقطه اوج حرفه‌ای او زمانی رقم خورد که با بیماری مواجه شد که بینایی‌اش در خطر بود، به دلیل وجود قطعه‌ای فلزی در چشم.

## سهم علمی
در سال ۱۶۲۴، پس از آن‌که شوهرش در بیرون آوردن قطعه فلزی از چشم بیماری ناموفق بود، کولینت ایده استفاده از آهن‌ربا را مطرح کرد—روشی که در آن زمان مؤثر بود و امروزه نیز همچنان کاربرد دارد. اگرچه شوهرش به‌طور کامل این نوآوری را به او نسبت داد، اما اغلب خود او برای این تکنیک مورد ستایش قرار می‌گیرد. کولینت از گرما برای گشاد کردن و تحریک رحم در زمان زایمان استفاده می‌کرد، سزارین انجام می‌داد و با موفقیت قطعات فلزی را از چشم خارج می‌کرد. در یک مورد به‌ویژه دشوار از بیماری با دو دنده شکسته، او مجبور شد قفسه سینه بیمار را باز کرده و قطعات استخوان را با سیم به هم متصل کند. پس از بستن مجدد زخم، روی آن ترکیبی از روغن گل سرخ و ضمادی از آرد جو، گل‌های کوبیده‌شده رز و گل‌های انار وحشی، آمیخته با مغز سرو و تخم‌مرغ خام قرار داد. سپس با آتل‌های نرم آن را بست. پس از آن رژیم غذایی بیمار را تنظیم کرد و تا ده روز در کنار او ماند. بیمار پس از چهار هفته بهبود یافت. ضمادهای گیاهی پیچیده او مانع عفونت شده و فرایند ترمیم را تسهیل می‌کرد. شوهرش در کتاب «قرن» خود، شرح دقیقی از این روش نوشت که در آن مهارت همسرش در جا انداختن استخوان و تهیه پانسمان مؤثر با روغن را ستود.